# 遙かなる時空の中で6
『遙かなる時空の中で6』（はるかなるときのなかで6）は、コーエーテクモゲームス（ルビー・パーティー）より2015年3月12日に発売されたPlayStation Portable、PlayStation Vita用女性向け恋愛アドベンチャーゲーム。通称『遙か6』。『遙かなる時空の中で』シリーズのナンバリング第6作で、シリーズ初の近代となる異世界の大正時代の帝都・東京を舞台にしている。平成最後の遥かシリーズでもある。
2016年12月22日に続編の『遙かなる時空の中で6 幻燈ロンド』（ - げんとうロンド）がPS Vitaで発売された。2019年3月14日には本編と続編を収録したNintendo Switch用ソフト『遙かなる時空の中で6 DX』が発売された。

## ストーリー
高塚梓は普通の高校生だが、祖母の見舞いに病院に行った際に不思議な出来事が起こる。
気づいたとき、梓は大正12年の帝都東京に召喚されていた。近年、帝都には「怨霊」が出現し平和を脅かしていた、この事態を打開するため帝国軍によって「龍神の神子」として召喚されたのであった。しかし、その直後、梓は謎の青年に誘拐されてしまう。梓を誘拐したのは鬼の一族であった。帝国軍と鬼の一族の対立に梓は巻き込まれる。

## 登場人物

### 主人公
高塚梓（たかつか あずさ）
声 - 斎賀みつき
女子高生（名前変更可能）。シリーズ初の黒龍の神子である主人公。龍神の神子として異世界に召喚されるが、破壊を司る黒龍の神子であることは知らされていない。
冷静な判断ができるが、意外と情にもろい面も。
祖母思いで、病院に見舞いに行っていた際に声に誘われ、時空移動を果たす。年齢：16歳。身長160cm。

### メインキャラクター
有馬一（ありま はじめ）
声 - 寺島拓篤
誕生日：8月2日。年齢：23歳。身長175cm。血液型：A型。五行属性：木。帝国軍の対怨霊討伐組織、精鋭分隊の隊長。怨霊討伐において、帝国軍内で右に出る者はいない。
軍人らしく、めったに笑顔を見せない高潔な人物。決断が早く、迅速果敢な行動をとる。龍神の神子を捜索している。
ダリウス
声 - 鈴村健一
誕生日：3月29日。年齢：24歳。身長180cm。血液型：AB型。五行属性：水。鬼の一族として、異質な美しさを持ち、他者を魅了する青年。幻術に秀でており、術を駆使して帝都の森の奥に潜んで暮らしている。
異世界に時空移動した主人公を広大な邸にかくまった人物。
基本的には主人公を甘やかすように接するが、内面では孤独を秘めている。
帝都では帝国軍に知られないように古美術商として生計を立てている。所作も優雅で一見完璧に見えるが、酷い料理音痴である。
コハク
声 - 阿部敦
誕生日：1月10日。年齢：17歳。身長172cm。血液型：B型。五行属性：火。帝都に蔓延する、原因不明の病「憑闇」を患った青年。病の影響で記憶を失っている。
軍人に捕縛されそうなところをかくまわれた経緯で、ダリウスの邸に居候することになる。
明るく、てらいのない性格で、世話を申し出てくれた主人公を「女神様」と呼び慕っている。手先が器用で、屋敷の雑用にも積極的にやるため、ルードからの信頼が厚い。また、政虎とは仲が良く、一緒に行動することが多い。時折自分が憑闇である事実に苦悩する面もある。
片霧秋兵（かたぎり しゅうへい）
声 - 岡本信彦
誕生日：10月5日。年齢：26歳。身長183cm。血液型：O型。五行属性：火。対怨霊討伐組織、精鋭分隊の副隊長。また、帝国軍の最高権力者・参謀総長の息子でもある。
大人の所作を身につけた穏やかな好青年で、主人公を気にかけてくれる。
亡き母親が華族の生まれでもあったことから、多彩な趣味を持つ。ヴァイオリンが得意。村雨の小説の大ファンでもある。
ルードハーネ
声 - 立花慎之介
誕生日：9月11日。年齢：15歳。身長163cm。血液型：A型。五行属性：金。ダリウスより、主人公の世話役を命じられている少年。博識で帝都での不慣れな主人公をサポートする。愛称は「ルード」。年の割には落ち着いており、大人びている。
真面目な完璧主義者であり、ダリウス邸の家事炊事及び財政管理は彼の手腕に任されている。ダリウスを崇拝し、絶対の信頼を寄せているが、料理音痴であるため厨房での料理は遠慮するよう苦言を漏らしている。女装をしたことがある。年相応な一面を持ち、実は背が小さいことを気にしており、また予想外の出来事には弱い。
本条政虎（ほんじょう まさとら）
声 - 竹本英史
誕生日：11月19日。年齢：29歳。身長190cm。血液型：B型。五行属性：土。ダリウスの雇われ人。愛称は「虎」。人並み外れた強靭な肉体を誇り、危険な任務も厭わない。
豪快で傲慢、非常識な言動が多く、邸に同居する主人公を翻弄する。その反面面倒見がよく、主人公に大人のアドバイスをすることも。また、身寄りのないコハクにコマをプレゼントし、行動を共にすることが増える。
萩尾九段（はぎお くだん）
声 - 四反田マイケル
誕生日：3月18日。年齢：19歳。身長185cm。血液型：O型。五行属性：水。星の一族の青年。帝国軍の相談役。龍神の神子の召喚儀式を行った。
神子を守る使命を何より大事にする、心優しい人物。千代とは幼馴染。
長年、書物と向き合って暮らしていたためか世の常識とずれた、古風で天然な言い回しが多い。甘党。一方、野菜類が嫌い等、子どもっぽい嗜好を持ち、千代から叱られている。
里谷村雨（さとや むらさめ）
声 - 安元洋貴
誕生日：4月23日。年齢：35歳。身長178cm。血液型：B型。五行属性：土。カフェー「ハイカラヤ」に間借りしている小説家。気だるげな雰囲気をまとい、独自の観点で世を眺める男性。
帝国軍と鬼の一族、どちらにも属さず、中立の立場をとっている。
裏稼業で情報屋をしており、客を選ばない。ちなみに秋兵は彼の小説の大ファン。

### その他
駒野千代（こまの ちよ）
声 - 高橋美佳子
誕生日：2月4日。年齢：17歳。身長158cm。血液型：A型。京都商家のひとり娘だったが、白龍の神子に選ばれ、帝国軍に身を寄せることになる。前向きで、気丈な少女。
星の一族である九段とは、仲のよい幼馴染である。
片霧清四郎（かたぎり せいしろう）
声 - 斉藤次郎
年齢：53歳。身長184cm。血液型：B型。
秋兵の父。帝国軍の最高指揮官。威風堂々としており、厳格な人物。

### 幻燈ロンドの登場人物
萬（まん）
声 - 下野紘
誕生日：12月25日。外見年齢18歳。無機質な雰囲気を漂わせる、自働人形（オートマタ）の青年。復興祭の後に出会い、主人公を「御主人（マスター）」と認め、従属する。
自分について多くを語らないが、特殊な場所から来ている模様。
藤堂尚哉（とうどうなおや）
声 - 近藤隆
誕生日：5月21日。年齢：27歳。帝都有数の財閥「藤堂コンツェルン」の跡取り息子。復興事業を計画しており、主人公達の活動にも積極的な支援を考えている。
道楽家でもあり、私生活は女性関係を含め、華やかである。

## 漫画
本作のキャラクターデザインを担当した水野十子により、『ARIA』にて2015年5月号から2018年6月号まで連載。同誌の休刊後は、『少年マガジンエッジ』（同社刊）に移籍し、2018年8月号（同年7月17日発売）から2019年2月号まで連載。
- 水野十子 『遙かなる時空の中で6』 講談社〈KCx〉、全7巻
  1. 2015年10月17日発売、ISBN 978-4-06-380803-2
  2. 2016年3月7日発売、ISBN 978-4-06-380834-6
  3. 2016年12月7日発売、ISBN 978-4-06-380892-6
  4. 2017年7月7日発売、ISBN 978-4-06-380930-5、ISBN 978-4-06-362370-3（限定版）
  5. 2018年1月5日発売、ISBN 978-4-06-510793-5
  6. 2018年8月7日発売、ISBN 978-4-06-512420-8、ISBN 978-4-06-512465-9（限定版）
  7. 2019年3月7日発売、ISBN 978-4-06-514909-6

## 関連商品

### バラエティCD
- 遙かなる時空の中で6 黒キ万華鏡（カレイドスコープ） 〜其ノ一〜（KECH-1708）
- 遙かなる時空の中で6 黒キ万華鏡（カレイドスコープ） 〜其ノニ〜（KECH-1709）
- 遙かなる時空の中で6 黎明ノ二重奏（デュエット） 〜蠱惑の森〜（KECH-1763）
- 遥かなる時空の中で6 黎明ノ二重奏（デュエット） 〜帝国軍〜（KECH-1764）
- 遙かなる時空の中で6 幻燈ロンド 天地ノ歯車 〜朱雀・玄武〜（KECH-1797）
- 遙かなる時空の中で6 幻燈ロンド 天地ノ歯車 〜青龍・白虎〜（KECH-1798）

### ヴォーカル集
- 遙かなる時空の中で6 浪漫ナル歌（KECH-1730）
- 遙かなる時空の中で6 幻燈ロンド 甘美ナル歌（KECH-1799）

### バラエティDVD
- 遙かなる時空の中で6 八葉爛漫3 豪華版（KEBH-9055）
- 遙かなる時空の中で6 八葉爛漫3 通常版（KEBH-1374）

### 書籍
- 遙かなる時空の中で6 ガイドブック 上 ISBN 978-4-7758-0958-7
- 遙かなる時空の中で6 ガイドブック 下 ISBN 978-4-7758-0959-4
- 遙かなる時空の中で6 メモリアルブック 完全設定資料集 ISBN 978-4-7758-0960-0

## 舞台

### 舞台「遙かなる時空の中で6」
2015年11月27日～12月6日に全労済ホール スペース・ゼロにて上演された。

#### キャスト（舞台・初演）
- 高塚梓 - 河内美里
- 有馬一 - 渡辺和貴
- ダリウス - 友常勇気
- コハク - 橋本真一
- 片霧秋兵 - 大橋典之
- ルードハーネ - 輝山立
- 本条政虎 - 鮎川太陽
- 萩尾九段 - 櫻井孝之
- 里谷村雨 - 田中稔彦
- 駒野千代 - 加藤里保菜
- 片霧清四郎 - 水谷あつし　 他

#### スタッフ（舞台・初演）
- 原作 - コーエーテクモゲームス
- 脚本 - 西森英行
- 脚色・演出 - 西森英行

### 舞台「遙かなる時空の中で6 幻燈ロンド」
2017年5月4日～10日に全労済ホール スペース・ゼロにて上演された。

#### キャスト（舞台・幻燈ロンド）
- 高塚梓 - 河内美里
- 有馬一 - 渡辺和貴
- ダリウス - 友常勇気
- コハク - 橋本真一
- 片霧秋兵 - 大橋典之
- ルードハーネ - 輝山立
- 本条政虎 - 吉岡佑
- 萩尾九段 - 櫻井孝之
- 里谷村雨 - 田中稔彦
- 駒野千代 - 山内優花
- 片霧清四郎 - 成富健太
- 萬 - 長倉正明
- 藤堂尚哉 - 小谷嘉一 　他

#### スタッフ（舞台・幻燈ロンド）
- 原作 - コーエーテクモゲームス
- 監修・製作協力 - ルビーパーティー
- 脚本・演出 - 西森英行（Innocent Sphere）
- 音楽 - 藤澤健至（Team-MAX)、片山修志(Team-MAX)
- 殺陣指導 - 六本木康弘
- 主催・制作 - オデッセー

## ミュージカル

### 演劇女子部「遙かなる時空の中で6 外伝 〜黄昏ノ仮面〜」
2019年6月6日〜16日にサンシャイン劇場、2019年6月22日・23日にメルパルクホール大阪にて上演された。初となる女性キャストのみでの公演。
なお、今後の一連の演劇女子部の舞台作品は一貫してBEYOOOOONDSのメンバーだけで行われるため、つばきファクトリーによる舞台演劇作品としても今作を以って最後となった。

#### キャスト（ミュージカル）
- 高塚梓 - 小片リサ
- ダリウス - 岸本ゆめの
- ルードハーネ - 小野田紗栞
- 本条政虎 - 須藤茉麻
- 有馬一 - 小野瑞歩
- 片霧秋兵 - 秋山眞緒
- 萩尾九段 - 清水佐紀
- コハク - 小野田暖優
- 里谷村雨 - 谷本安美
- 駒野千代 - 山岸理子
- 友部達夫 - 金光留々
- 片霧清四郎 - 扇けい

#### スタッフ（ミュージカル）
- 原作 - コーエーテクモゲームス
- 舞台監督 - 西川也寸志（箱馬研究所）
- 美術 - 田中敏恵
- 照明・映像 - 関口裕二 (balance,inc.DESIGN)
- 音響 - 百合山真人（エスイーシステム）
- 衣装 - 小野涼子
- ヘアメイク - 工藤聡美
- 演出助手 - 長谷川雅也
- 歌唱指導 - 黒崎ジュンコ
- 宣伝美術 - 細見龍司
- 宣伝写真 - 角田勇太

- 監修・製作協力 - ルビーパーティー
- 脚本 - 西森英行 (Innocent Sphere)
- 中島庸介（オフィス上の空/キ上の空論）
- 演出 - 吉田健（TBSテレビ）
- 音楽 - 岩永真奈
- 振付 - YOSHIKO
- 殺陣指導 - 六本木康弘
- プロデューサー - 丹羽多聞アンドリウ (BS-TBS)
- 主催・企画・制作 - BS-TBS／オデッセー